# Tchajwanský průliv
Tchajwanský průliv (TZ: 臺灣海峽, ZZ: 台湾海峡, hanyu pinyin Táiwān Hǎixiá, tongyong pinyin Táiwan Hǎisiá, český přepis Tchaj-wan chaj-sia, tchajwansky O·-chúi-kau, Tâi-ôan Hái-kiap) je 160 km široká úžina, která spojuje Východočínské moře s Jihočínským a odděluje ostrov Tchaj-wan od provincie Fu-ťien na čínské pevnině.
Z geologického hlediska je dno Tchajwanského průlivu součástí jihočínské tektonické desky. Vlastně jde jen o nížinu, oddělující tchajwanské hory od Jihočínské hornatiny. Hloubka v průlivu nepřesahuje 60 m.